# 米歇尔·康德苏

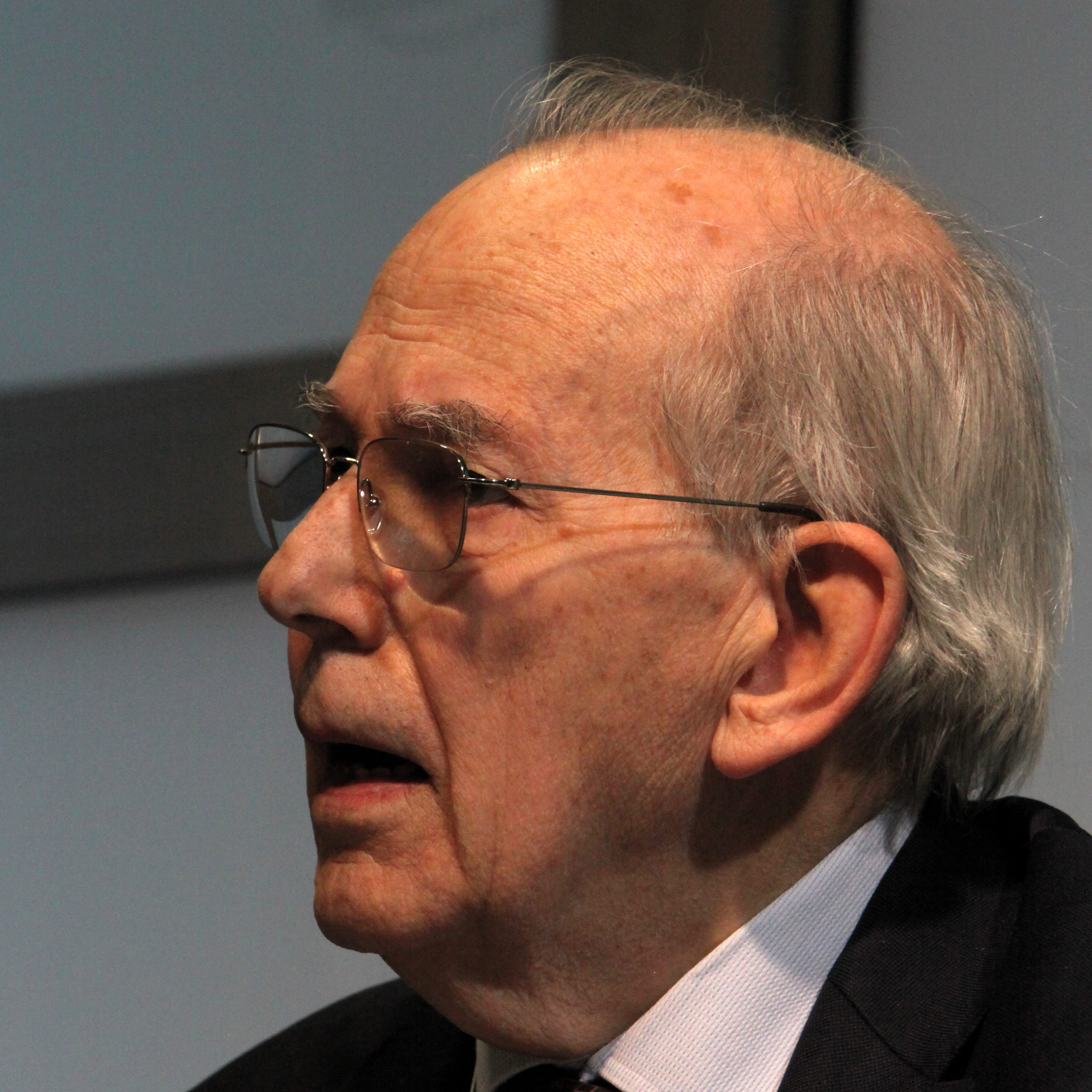
米歇尔·康德苏

米歇尔·康德苏（法語：Michel Camdessus；1933年5月1日—），是法国经济学家，曾担任国际货币基金组织总裁。

## 生平
1933年出生。1960年，在财政和经济政策部任职。1966年，任法国驻布鲁塞尔欧洲经济共同体财政随员。1971年，任法国财政部助理司长。1974年，任法国财政部副司长。
1982年，任法国财政部司长。12月，任欧洲经济共同体货币委员会主席。1984年，任法兰西银行副行长。11月，任法兰西银行行长。1987年，任国际货币基金组织总裁兼执行董事会主席。1996年，连任。2000年，退休。